# 伍麦拉试验场
澳大利亚皇家空军伍麦拉试验场（英語：RAAF Woomera Range Complex）是澳大利亚主要的军事、民用航空、航天试验场，位于南澳大利亚州，距离阿德莱德西北约450公里（280英里）。伍麦拉试验场澳大利亚皇家空军负责运营，占地约122,188平方公里（47,177平方英里），该空域被皇家空军管制。伍麦拉试验场是澳大利亚国防军的一个高度专业化的国防装备测试和评估场所。
2010年6月，日本太空探测器隼鸟号在造访小行星25143后在伍麦拉地区着陆。隼鸟2号预计也将于此地着陆。